# Džo Kiri
Džozef Dejvid Kiri (енгл. Joseph David Keery; Njuberiport, 24. april 1992) američki je glumac i muzičar. Glumi Stiva Haringtona naučnofantastičnoj horor seriji Čudnije stvari. Deo je psihodeličkog rok benda Post Enimal.

## Raniji život
Kiri je rođen 24. aprila 1992, Njuberiport, Masačusets, od roditelja Davida i Niks Kiri, arhitekte i profesora Engleskog jezika. On je drugi od petoro dece i odrastao je sa sestrama Kerolajn, Lizi, Kejt i Emom.
Kiri  je odrastao u Njuberiportu i išao je u Rivr Vali akademiju, lokalnu osnovnu školu sa Montesori metodom učenja, i u Njuberiport srednju školu. Kada je bio mlađi, učestvovao je u pozorištu na otvorenom, kamp izvođackih umetnosti u državnom parku Maudslej, ali na kraju je počeo da glumi u srednjoj školi, prvobitno nastupajući tamo na insistiranje svoje starije sestre. Kiri je otišao na studije u pozorišnoj školi u DePaul Univerzitetu i diplomirao 2014. sa diplomatom likovnih umetnosti u glumi.

## Karijera

### Gluma
Nakon diplomiranja sa DePaula, Kiri je otišao na preko stotine audicija. Pre njegove uloge u Čudnijim stvarima, Kiri se pojavio u Ka-Ef-Ce-u, Dominu, i u amibo  reklami, i imao u je uloge u Empajr i Čikago u plamenu. 
U kasoj 2015-oj, Kiri je glumio u Čudnijim stvarima. Prvo je otišao na audiciju za ulogu Džonatana, ali je kasije poslao snimak za svoju ulogu, Stiva. Prva sezona je puštena u prenos na Netfliksu 15. jula 2016. Unapređen je u stalnu ulogu u drugoj sezoni serije Čudnije stvari, čija premijera je bila 27. oktobra 2017. On je dobio svoju ulogu i u trećoj sezoni, koja je puštena u prenos 4. jula 2019. Od početka Čudnijih stvari, Kiri je takođe glumio u nekoliko nezavisnih filmova, uključujući satirični film Spri iz 2020, u 2020.-oj takođe treba da se pojavi u akcionoj komediji Fri Gaj.

### Muzika
Pored glume, Kiri je takođe muzičar. On je jedan od gitarista u čikaškom, garažnom, psihodeličnom rok bendu Post Enimal. Njihov debutni album je izbačen u oktobru 2015. Bendov drugi album, „When I Think Of You In A Castle", je izbačen u aprilu 2018. u kom je Kiri svirao gitaru i bio je vokal. Od 2019, Kiri je prestao da ide na turneje, iako je bio član benda. 19. jula, 2019, Kiri je izbacio singl „Roddy" kao samostsalan umetnik pod nadimkom Djo. Kiri je svoj drugi singl izbacio 9. avgusta 2019, pod nozivom „Chateau (Feel Alright)", pod istim nadimkom. 13. septembra, 2019, izbacio je svoj debutni album kao Djo, pod nazivom „Twenty Twenty". U njegovim ranim dvadesetima, Kiri je objavio muziku pod imenom „Cool Cool Cool".

## Spoljašnje veze
- Džo Kiri на веб-сајту  (језик: енглески)